# Nowe narodziny
Nowe narodziny – album studyjny Sławomira i Tomasza Łosowskiego. Wydawnictwo ukazało się w 1995 roku, nakładem wytwórni muzycznej X-Serwis. W 2012 roku Agencja Artystyczna MTJ wydała reedycję albumu z nową szatą graficzną.

## Lista utworów
Opracowano na podstawie materiału źródłowego.
1. „Walka światów” – 3:11
2. „Nowe narodziny” – 4:47
3. „Moja Afryka” – 4:28
4. „Najlepszy przyjaciel” – 4:01
5. „Przytul mnie” – 4:13
6. „Sekrety serca” – 4:30
7. „Droga czasu” – 5:36
8. „Obietnica” – 4:40
9. „Spotkanie z nim” – 5:00
10. „Arcadia” – 4:02
11. „Buntownicy” – 4:03
12. „Tajemnice” – 4:18

## Twórcy
Opracowano na podstawie materiału źródłowego.
- Sławomir Łosowski – instrumenty klawiszowe
- Tomasz Łosowski – perkusja

gościnnie
- Łukasz Rutkowski – gitara basowa (4)